# ليام أونيل
ليام أونيل هو موسيقي كندي، ولد في 1980 في مونتريال في كندا.

## وصلات خارجية
- ليام أونيل على موقع ميوزك برينز (الإنجليزية)
- ليام أونيل على موقع أول ميوزيك (الإنجليزية)
- ليام أونيل على موقع ديسكوغز (الإنجليزية)